# Conche (plaats)
Conche is een plaats en gemeente (town) in de Canadese provincie Newfoundland en Labrador. De plaats ligt in het noorden van het eiland Newfoundland en doet vooral dienst als vissersdorp.

## Geografie
Conche ligt aan de oostkust van het Great Northern Peninsula, het meest noordelijke gedeelte van Newfoundland. Het merendeel van de gemeente ligt op het schiereiland Conche, dat via een smalle landengte met de rest van het eiland verbonden is. Het vissersdorp is gevestigd aan Conche Harbour, aan de westkust van dat schiereiland. Wat verspreide bebouwing reikt nog verder noordwaarts tot aan de inham Martinique Bay.
Zo'n 1,5 km ten noorden van het dorpscentrum ligt nog de kleine plaats Southwest Crouse, die eveneens deel uitmaakt van de gemeente Conche. De bebouwing van deze nederzetting staat op de landengte van het schiereiland Conche en ligt aan de noordoostelijkere Cape Rouge Harbour, uitkijkend over het schiereiland Cape Rouge.
Conche is het eindpunt van de provinciale route 434. Via de weg is de dichtstbij gelegen plaats Roddickton, op een rijafstand van 26 km. Het dorp ligt 
voorts zo'n 18 km ten zuidwesten van Groais Island.

## Geschiedenis
Conche was reeds in de 17e eeuw een belangrijke Franse vissershaven langs de Petit Nord, het noordelijke gedeelte van de zogenaamde Franse kust van Newfoundland. Direct ten noorden van Conche lag nog de Franse plaats Southwest Crouse, met nog verder noordwaarts – op het schiereiland Cape Rouge – de plaats Northeast Crouse. Southwest Crouse is vandaag een buurt van Conche, terwijl Northeast Crouse een spookdorp is geworden.
In 1707 vielen de Engelsen de Franse vloot te Conche aan, waardoor twee Franse oorlogsschepen kwamen te zinken in de inham Martinique Bay.
Vanaf de 19e eeuw vestigden er zich Engelsen en Ieren in de plaats, in eerste instantie als gardiens voor de Franse bezittingen aldaar. Ze vormden de basis van de hedendaagse Engelstalige bevolking van de gemeente. In 1904 verloren de Fransen definitief hun Newfoundlandse visserijrechten.
In 1960 werd het dorp een gemeente met de status van local government community (LGC). In 1980 werden LGC's op basis van de Municipalities Act als bestuursvorm afgeschaft. De gemeente werd daarop automatisch een community om een aantal jaren later uiteindelijk een town te worden.

## Demografie
Demografisch gezien is Conche, net zoals de meeste kleine dorpen op Newfoundland, al decennialang aan het krimpen. Vooral vanaf de ineenstorting van de Noordwest-Atlantische kabeljauwvisserij in 1992 is het dorp demografisch erg achteruit gegaan. Tussen 1991 en 2021 daalde de bevolkingsomvang van 417 naar 149. Dat komt neer op een daling van 64,3% in dertig jaar tijd. Vergeleken met het hoogtepunt in 1966 lag de bevolkingsomvang in 2021 maar liefst 72,5% lager.
- Bron: Statistics Canada (1951–1986[5], 1991–1996[7], 2001–2006[8], 2011–2016[9], 2021[10])
- In 1960 werd Conche een gemeente met iets ruimere grenzen dan het daarvoor als Conche beschouwde gebied. Daardoor is er een uitzonderlijke groei tussen 1956 en 1961.[5]

Conche heeft zeer duidelijk te maken met een proces van vergrijzing. Zo gaf de volkstelling van 2016 aan dat naar schatting 75 inwoners (±45%) een leeftijd van 60 jaar of ouder hadden. Het aantal vijftigplussers werd zelfs geschat op 105, oftewel meer dan 60% van de totale bevolking. Alle 170 inwoners gaven aan uitsluitend Engelstalig te zijn.

## Economie
De economie van Conche is grotendeels gericht op de zee, met als belangrijkste inkomstenbronnen de visserij, de zeehondenjacht en de zeeslakkenvangst. Er is ook een dienstensector evenals een toeristische sector, vooral gericht op ecotoerisme.

## French Shore Historical Society
In het dorp bevindt zich de hoofdzetel van de French Shore Historical Society. Dat historisch genootschap houdt zich bezig met het Franse verleden van enkele plaatsen aan de oostkust van de Petit Nord, namelijk Conche, Croque, Grandois-St. Julien's en Main Brook. Het genootschap heeft in Conche het French Shore Interpretation Centre, een museum dat draait rond het Franse verleden van de streek.